# Chudoba (Grande-Pologne)
Pour les articles homonymes, voir Chudoba.
Chudoba est une localité polonaise de la gmina de Brzeziny, située dans le powiat de Kalisz en voïvodie de Grande-Pologne.